# Giro d'Italia de 2012
Giro d'Italia 2012 foi a nonagésima quinta edição da prova ciclística Giro d'Italia (Corsa Rosa). A competição teve seu início no dia 5 de maio de 2012. As 3 primeiras etapas foram realizadas na Dinamarca, e após estas a corrida voltou à Itália. O vencedor da prova foi Ryder Hesjedal.

## Equipas
| Equipes ProTeam (18)- AG2R La Mondiale - Astana - BMC Racing Team - Euskaltel-Euskadi - FDJ-BigMat - Garmin-Barracuda - Katusha Team - Lampre-ISD - Liquigas-Cannondale - Lotto-Belisol - Movistar Team - Omega Pharma-Quick Step - Orica-GreenEDGE - Rabobank - RadioShack-Nissan - Saxo Bank - Sky - Vacansoleil - DCM Equipes profissionais Continentais (4)- Androni Giocattoli-Venezuela - Colnago-CSF Inox - Farnese Vini-Selle Italia - NetApp |
| |